# Óscar E. Duplán

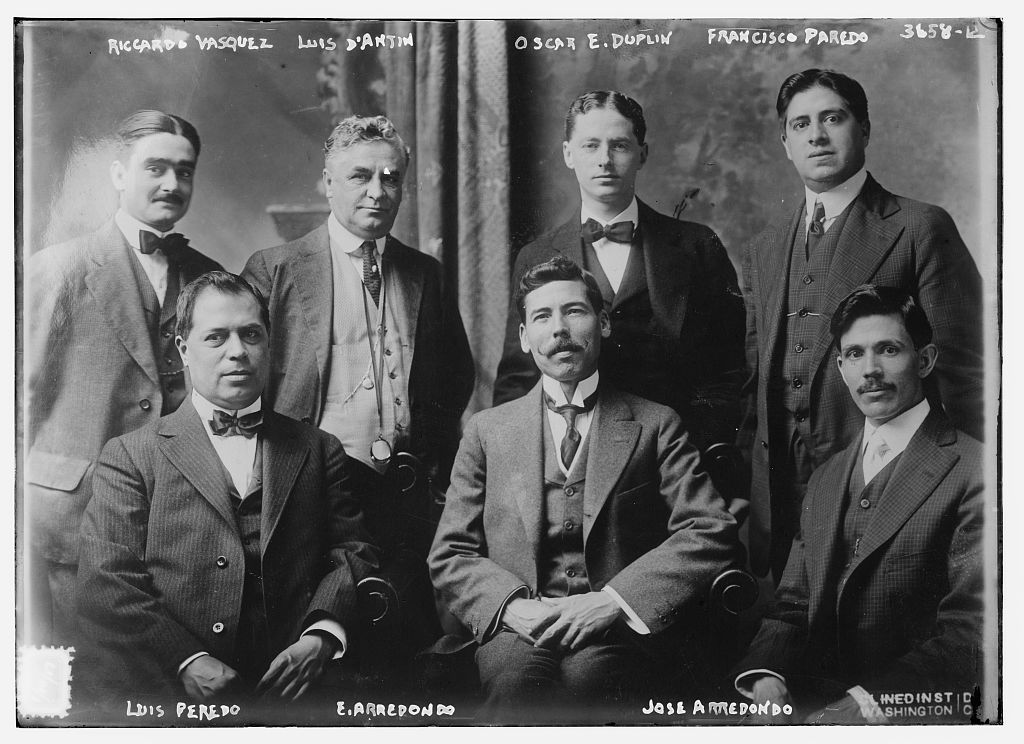

Óscar E. Duplan Maldonado  (* 17. April 1890 in Pichucalco; † 23. April 1942 in Mexiko-Stadt) war ein mexikanischer Botschafter.

## Leben
Oscar E. Duplan Maldonado besuchte die Oberschule in Orizaba und das Colgeio in Puebla.
Óscar E. Duplán beteiligte sich 1909 am Wahlkampf von Francisco Madero.
Kurze Zeit später trat er in den diplomatischen Dienst und wurde an die Botschaft in Washington, D.C. entsandt.
Er war Buchhalter der Agencia Confidencial de México in den USA.
Nach seiner Entsendung nach Kolumbien war er mexikanischer Konsul in Paris und höchster Beamter der Secretaría de Relaciones Exteriores.
Später leitete er das Landwirtschafts- und Entwicklungsministerium. Er war Superintendent für Zoll bei den mexikanischen Staatsbahnen in den USA.
Er war Steuerbeamter beim Finanzministerium. Er war Mitglied der französischen Ehrenlegion und der Sociedad Geográfica de Washington. Óscar E. Duplán war 1919 Botschaftssekretär in Washington.

## Veröffentlichungen
- Los diplomaticos amerikanos en México 8. November 1941
- Informe del señor Oscar E. Duplán a don Venustiano Carranza, acerca de la situación política mexicana en los Estados Unidos. Washington, 25 de junio de 1919

| Vorgänger              | Amt                                                                    | Nachfolger              |
| ---------------------- | ---------------------------------------------------------------------- | ----------------------- |
| Esteban García de Alba | Mexikanischer Botschafter in Bogotá 3. Februar 1933 bis 1. Januar 1935 | Palma Guillén y Sánchez |